# Moritz Daffinger
Moritz Michael Daffinger (Lichtental, 25 de enero de 1790 - Viena, 21 de agosto de 1849) fue un miniaturista y escultor austriaco.

## Biografía
Moritz nació en Lichtental, era el segundo hijo del pintor Johann Daffinger (1748-1796), que trabajaba en la fábrica de porcelana local. A la edad de 11 años, fue aceptado como aprendiz en la Academia de Bellas Artes de Viena, donde se formaría como pintor. En la academia, fue pupilo de Heinrich Füger. 
A partir de 1809 sólo pintó retratos, especializándose en la miniatura sobre marfil. En 1802 fue contratado como retratista por el príncipe Metternich, ministro de exteriores austrico, y se convirtió en el conservador de la extensa colección de retratos y miniaturas de la princesa Melanie, la tercera mujer de Metternich. Su estilo tiene influencias de Jean-Baptiste Isabey y sobre todo del pintor inglés Thomas Lawrence, que visitó Viena en 1819. En sus últimos años, Daffinger se concentró en pintar flores.
Daffinger murió en 1849 durante una epidemia de cólera que se desató en Viena, y fue enterrado en el cementerio de San Marcos. En 1912, sus restos fueron trasladados a una tumba honorífica en el cementerio central de Viena. Daffinger dejó tras de si una producción de más de mil retratos, la mayoría propiedad de miembros de la casa reinante de Habsburgo-Lorena. 
El retrato de Daffinger figuraba en el reverso del billete de 20 chelines austriacos hasta la introducción del euro en 1999.

## Galería

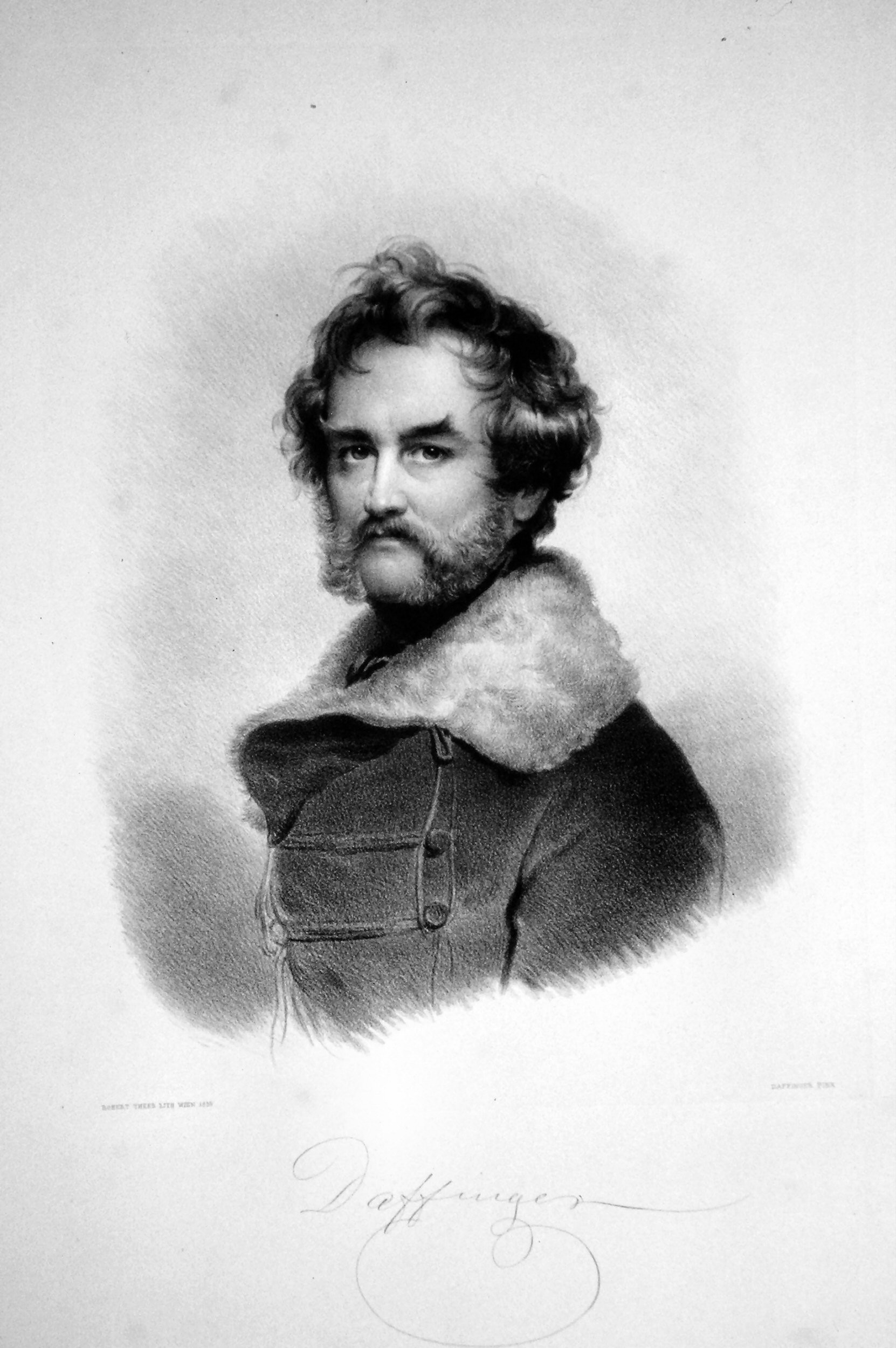
Litografía de Moritz Daffinger, 1856.
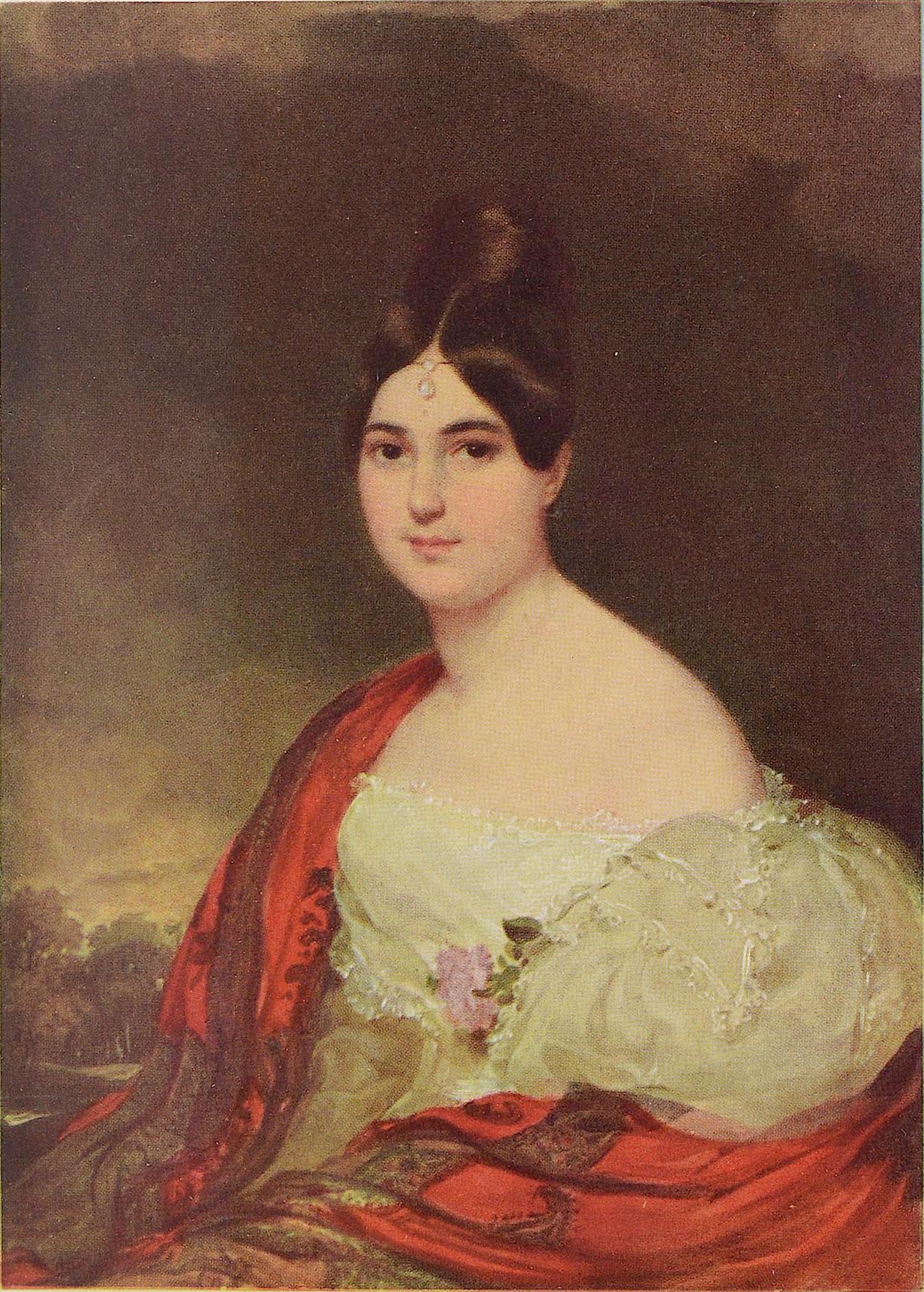
Portarretrato de su esposa Maria Theresia Smolenitz von Smolk, ca. 1827
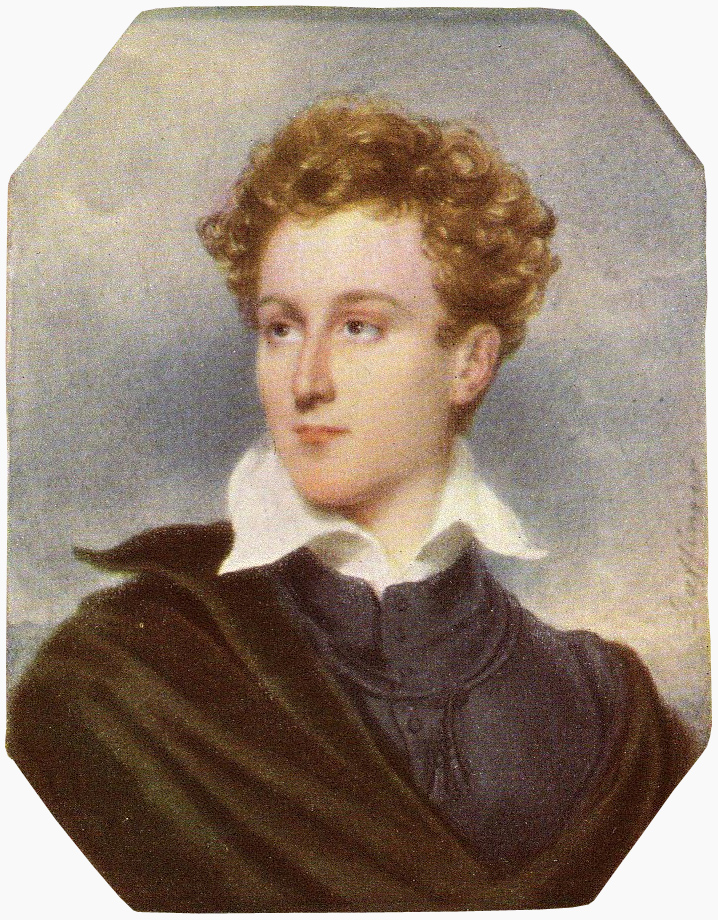
Leutnant Botha, miniatura, de 1815
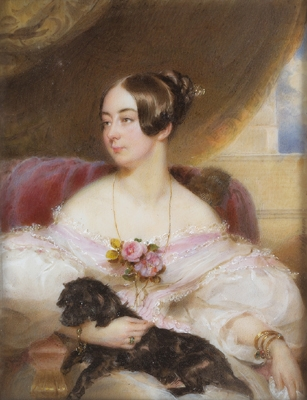
Acuarela de Elfenbein, 1840
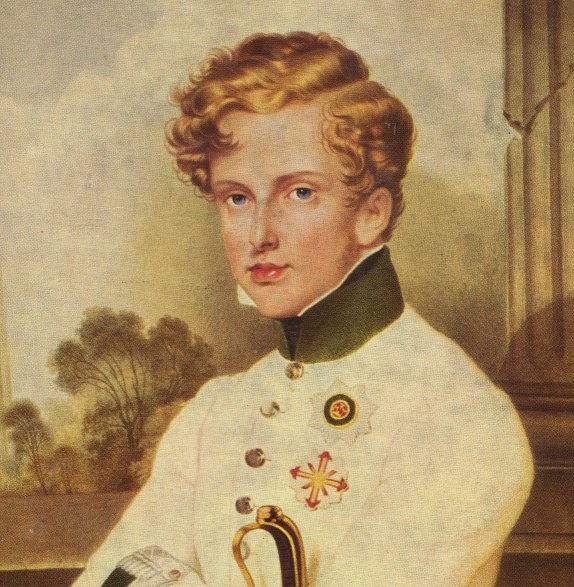
Napoleon Franz Bonaparte, acuarela de 1832